# Збігнєв Рашевський
Збігнєв Рашевський (пол. Zbigniew Raszewski; 5 квітня 1925, Познань — 7 серпня 1992, Варшава) — польський історик театру, літературознавець, педагог і письменник. Один із найвизначніших дослідників історії польського театру XX століття.

## Біографія
Народився в родині військового — офіцера Польської армії Яна Рашевського (загинув 1940 року) та Валерії (уродженої Лазаревич). Мав брата Януша і сестру Барбару.
У 1930 році родина переїхала до Бидгоща, де Збігнєв навчався у гімназії імені маршала Едварда Ридз-Смігли, паралельно відвідуючи Муніципальну консерваторію та беручи активну участь у скаутському русі.
Під час німецької окупації працював на ливарному заводі, де спробував організувати підпільний скаутський загін. У 1940 році його заарештувало гестапо, він перебував у в’язниці до лютого 1941 року. Після звільнення працював на кондитерській фабриці «Лукуллус».
У 1945 році склав іспити зрілості в гімназії імені Коперника в Бидгощі. Протягом 1945–1949 років вивчав польську філологію в Познанському університеті, де здобув ступінь магістра філософії. У 1951 році захистив докторську дисертацію на тему «Драматична творчість Габріели Запольської».
Після навчання працював у Познанському університеті, а з 1953 року — в Інституті мистецтва Польської академії наук у Варшаві. Також був професором Театральної академії імені А. Зельверовича. Упродовж багатьох років редагував науковий журнал «Pamiętnik Teatralny».

## Творчість
Рашевський є автором численних праць з історії польського театру, есеїв, мемуарів і біографій. Його щоденникові записи й автобіографічна книга Pamiętnik gapia. Bydgoszcz, jaką pamiętam z lat 1930–1945 стали важливим джерелом для вивчення польсько-німецьких відносин у довоєнній Бидгощі.

### Вибрані праці
- Z tradycji teatralnych Pomorza, Wielkopolski i Śląska (1955)
- Teatr ogromny (1961)
- Staromodne i modne (1963)
- Bogusławski (1972)
- Krótka historia teatru polskiego (1977)
- Teatr w świecie widowisk
- Mój świat
- Sprawdzian czarodzieja i inne szkice o teatrze
- Listy do Małgorzaty Musierowicz
- Słownik biograficzny teatru polskiego (1973)
- Dziennik (у кількох томах, 1965–1992)

## Громадська діяльність
- Член Польського ПЕН-клубу з 1977 року
- Почесний президент Польського товариства істориків театру з 1990 року

## Нагороди
- Лицарський хрест Ордена Відродження Польщі (1964)
- Золотий Хрест Заслуги (1955)
- Бронзовий Хрест Заслуги з мечами (1944)
- Хрест Армії Крайової (1987)
- Знак 1000-ліття Польської держави (1967)

## Відзнаки та премії
- Премія ім. Леона Шиллера за театрознавство (1958)
- Премія ПЕН-клубу ім. Мечислава Богдана Лепецького за книгу *Bogusławski* (1973)
- Наукова премія ім. Александра Брюкнера ПАН (1973)
- Премія Фонду Альфреда Юржиковського в Нью-Йорку (1975)
- Премія ректора Варшавської театральної школи (1978)
- Премія «Літературний м’ясник» (1978)
- Премія Прем’єр-міністра І ступеня (1979)
- Державна премія ІІ ступеня (1980)
- Премія Міністра культури за освітню діяльність (1981)
- Премія Польської академії наук за наукові досягнення (1990)
- Премія ім. Станіслава Ігнація Віткевича — «Театральна книга року» (1991)

## Вшанування памʼяті
1 липня 2003 року у Варшаві було створено Театральний інститут імені Збігнєва Рашевського, який названо на його честь. Його відкрив перший директор інституту — Мацей Новак. Почесним гостем на відкритті був актор Густав Голоубек.
У 1993 році було знято документальний фільм про життя Рашевського під назвою «Profesor».

## Особисте життя
У 1951 році одружився з Анною Міцевич. У подружжя було троє дітей: Магдалена (також історикиня театру), Ян і Дорота.
Похований на Повонзківському цвинтарі у Варшаві (ділянка 39-1-18).